# Juri Nikolajewitsch Oserow

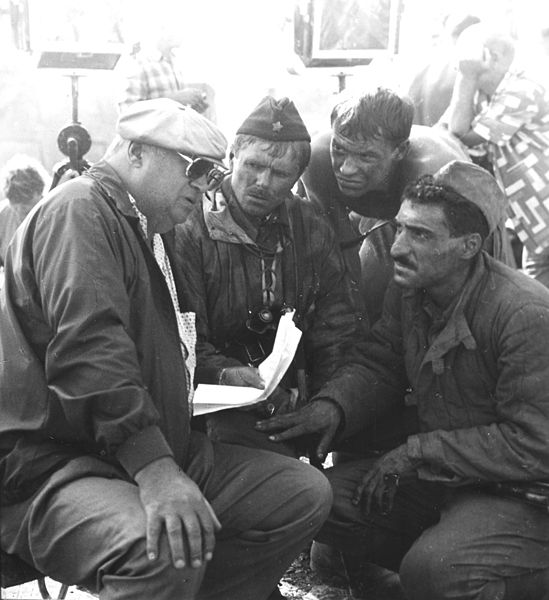
Oserow (links), 1987.

Juri Nikolajewitsch Oserow (russisch Юрий Николаевич Озеров; * 26. Januar 1921 in Moskau; † 16. Oktober 2001 ebenda) war ein russischer Regisseur.
1944 absolvierte er die Frunse-Militärakademie und nahm an der Schlacht um Berlin als Major und Bataillonskommandeur teil. Von 1947 bis 1951 studierte er Regie an der Moskauer Filmhochschule WGIK. Sein erster Film Im Nikitsker Botanischen Garten erschien 1953. Oserow wurde 1965 mit dem Titel Verdienter Kunstschaffender der Russischen Föderativen Sowjetrepublik ausgezeichnet. Er erhielt den Leninpreis und den Orden Stern der Völkerfreundschaft in Gold der DDR. Seine Filme drehten sich vor allem um Themen des Großen Vaterländischen Krieges, daneben drehte er mehrere vor allem dokumentarische Filme zu Sportthemen.

## Filmografie
- 1953: Im Nikitsker Botanischen Garten
- 1953: Arena der Kühnen
- 1954: An einem festlichen Abend
- 1955: Der Sohn
- 1957: Kotschubej
- 1959: Fortuna
- 1962: Die große Straße
- 1963: Der Tag eines jungen Menschen
- 1969–1972: Befreiung
- 1973: München 1972 – 8 berühmte Regisseure sehen die Spiele der XX. Olympiade
- 1974–1977: Soldaten der Freiheit
- 1980: Olympischer Feiertag
- 1980: Sport, du bist Frieden!
- 1983–1985: Die Schlacht um Moskau
- 1989: Stalingrad
- 1993: Engel des Todes
- 1995: Georgi Shukow